# La Tour Koenig
La Tour Koenig est à la fois le nom d'un monument et d'une localité (qui porte son nom) situés à courte distance de l'entrée sud de Port-Louis, la capitale de la république de Maurice (ou l’île Maurice ou encore Moris en créole).  
La localité  se dresse sur un rempart et toise les localités avoisinantes de Borstal et de Grande-Rivière-Nord-d'Ouest. Elle surplombe aussi le nord-ouest de la baie de Port-Louis. Ce petit faubourg abrite plusieurs vestiges d’antan comme une tour – Tour Koenig – (d'où elle tire son nom), un four à chaux désaffecté et le Vagrant Depot. 
Un peu plus loin, sur la route menant vers Pointe-aux-Sables, se trouve une des cinq tours Martello construites sur l’île. 
Depuis quelques décennies, en sus de ces empreintes historiques, l’endroit revêt d'attraits d’utilités contemporaines.

## Le monument

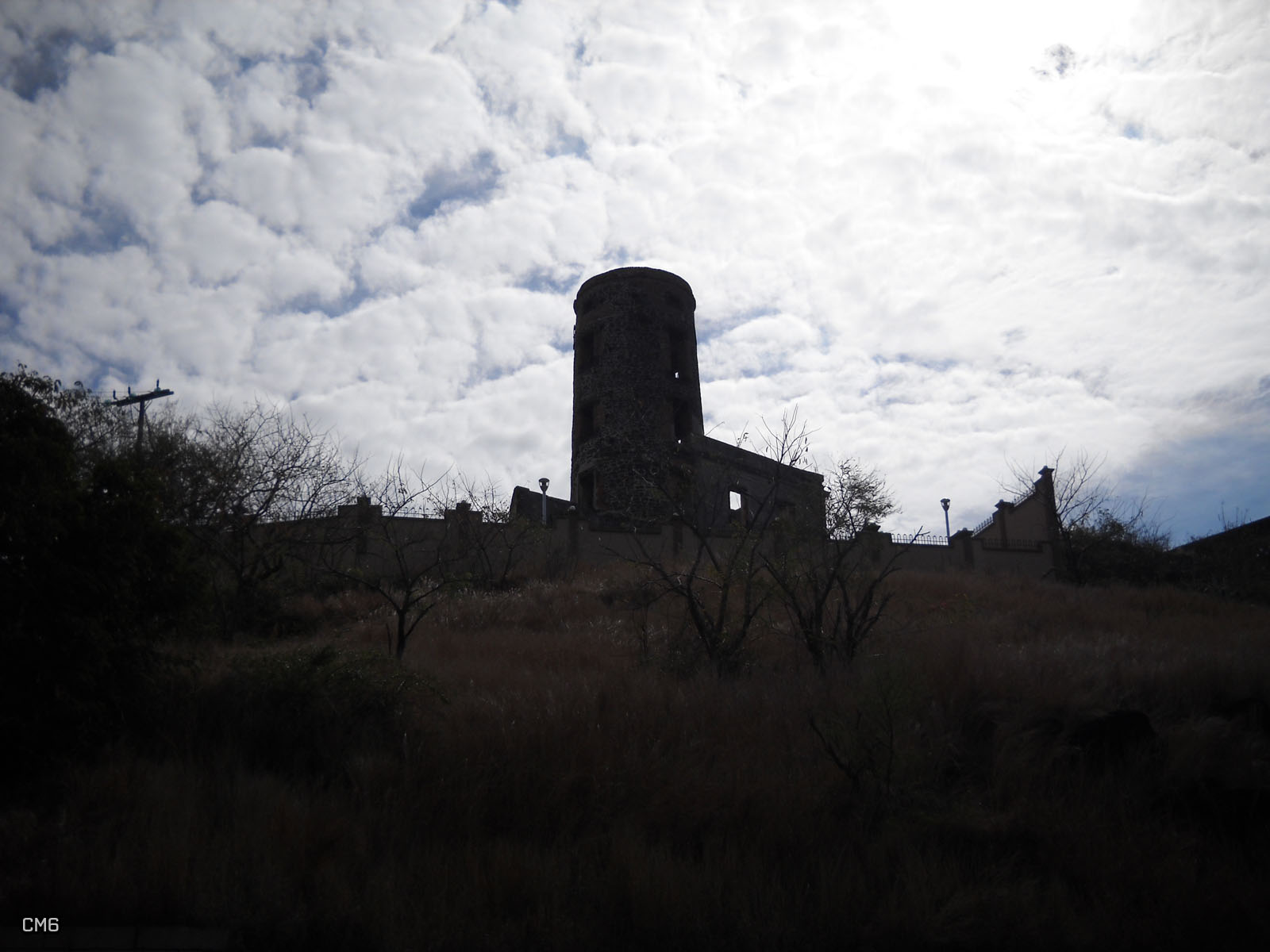
La Tour Koenig

Le monument comprend un ensemble de bâtiments aujourd'hui en ruines. Sa tour est la partie la plus connue et la plus distinctive. La Tour Koenig, haute d’approximativement 17 m, est d’inspiration exotique pour la petite île. Elle est construite avec des traits d'influences germaniques et est le produit d'une œuvre de maçonnerie composée de moellons et de mortier.
La résidence principale à l'origine surnommée Grande Rivière par les anciens propriétaires est à l'étage. Les varangues, au rez-de-chaussée et sur une partie de l'étage et le grenier recouvrent la partie habitée des lieux.
Aujourd’hui classé monument national, l'édifice est géré par le National Heritage Fund et se trouve dans l’enceinte du Centre culturel Nelson Mandela, actuel tenancier. 
La date de sa construction ainsi que son utilisation originale sont inconnues. Aussi, le récit de son origine est incertain.

### Histoire
Un quotidien national, lui prête le rôle d’une ancienne fortification. Le journal ainsi que d'anciens habitants de la bourgade évoquent l’existence d’un établissement hôtelier. De rares écrits concernant les lieux proviennent de Messrs. Staub (1969) et Koenig (1987). Tous deux relatent l’histoire familiale des Koenig - du père Jean Antoine, Allemand originaire de Bavière et de son fils Alexis Henry, né dans l'île en mars 1799.
Entre 1826 et 1838, Henry Koenig fait progressivement l’acquisition d’un domaine de 350 arpents situé près de la rive gauche de Grande Rivière Nord d'Ouest. La propriété comprend la butte, qui surplombe les environs de ses 24 m, et s’étend jusqu'à la mer. Durant cette période, Henry fait construire Grande Rivière, la résidence familiale. Au rez-de-chaussée et à l'étage des varangues sont superposées, encore aussi à l'étage se trouve la maison principale faite de pierres et de bois, et recouvrant le tout un immense grenier revêtu de bardeaux. La tour annexe est érigée d'après les techniques du limousinage.
Henry accueille son père à Grande Rivière afin qu'il puisse y vivre ses vieux jours. La construction de la tour résulte d'un désir de réconforter ce dernier. La demeure avait pour but de rappeler à Jean Antoine la région bavaroise. 
Des clichés historiques du site peuvent être consultés en accédant aux liens suivants :
- En page 7, vue ancienne d'une partie du village de Grande Rivière [2]
- Mauritius. La Tour Koenig[3].
- View of Koenig's Tower (en français : vue de la Tour Koenig)[4]

Le mystère plane sur les raisons ayant conduit à l’arrêt des travaux de construction de cette tour. Un journal local invoque la chute mortelle d'un ouvrier lors des travaux, dans la même publication, d'autres avancent que la construction aurait fait l'objet d'une interdiction gouvernementale décidée pour prévenir les accidents maritimes ; la tour se trouvant à proximité du port, si allumée ou éclairée la nuit tombée, elle pouvait être confondue pour un phare émanant du port de Port-Louis et ainsi provoquer des erreurs de navigation. Les lieux resteront un bien familial pendant quatre générations et jusqu'aux alentours de 1886.
Ce qui advient de la propriété par la suite est pour l'heure inconnu.

## Localité
Au fil des décennies le domaine s'est métamorphosé en espaces résidentiels et en un petit village qui foisonne d’activités contemporaines.

### Zone résidentielle
La zone résidentielle s'étale sur plusieurs phases :
- Phase primaire, la Phase I;
- Phase secondaire, les logements sociaux de la National Housing Development Company Ltd (NHDC) est développé au début des années 1990. Le projet Alpha avec 208 unités dans un premier temps.

### Centre de santé
Un dispensaire communautaire, le Michael Leal Community Health Centre, sert les habitants et les personnes travaillant dans la localité.

### Parc informatique
Géré par Business Parks of Mauritius Ltd (BPML), le parc informatique de La Tour Koenig a été érigé en 1995 et était à l'époque le premier centre en son genre doté d’infrastructures dédiées aux services informatiques. 

### Zone industrielle
La localité est aussi utilisée comme plateforme pour les affaires dont une compagnie de construction, une usine de textile, un dépôt d'autobus entre autres. 
Des ébauches pour agrandir la zone industrielle étaient en cours .

### Lieux de culte
La bourgade possède plusieurs lieux de culte: une mosquée pour les citoyens de foi musulmane, et en 1998 une chapelle y a ouvert ses portes. Ainsi Saint-Matthieu accueille des fidèles de confession catholique romaine.

### Institutions éducatives
On retrouve plusieurs centres éducatifs (gouvernementaux et privés) dans ce faubourg: 
- Écoles pré-primaires: La Tour Koenig Pre-primary school et La Capucine
- Écoles primaires : Old La Tour Koenig Government school et New La Tour Koenig Government school
- Écoles secondaires : Jean Marie Franck Richard State Secondary School et Bhujoharry College
- Université : University of Technology, Mauritius
- Centre de formation : MITD La Tour Koenig

### Commerces
Les résidents peuvent se fournir auprès de nombreuses tabagies et boutiques du coin, ainsi que dans l'enceinte du centre commercial de la localité, où ils peuvent s'approvisionner auprès d'un supermarché, de la pharmacie, du guichet automatique d'une banque nationale, une boulangerie entre autres.